# 漢化組
漢化組とは漢語でない文字のある作品を漢語に翻訳する、ネットにのみ活動する組織。それに参与している、参与した人の数を合わせて何千人に近いといわれる。その70％以上は無償でボランティアとして活動している。

## 分類
- ゲーム漢化組
- マンガ漢化組
- アニメ漢化組（字幕組）

## ゲーム漢化組
データ収集中

## マンガ漢化組
主にマンガを内容とする漢化組

### 人員配置

#### 監督
人を集め、組織を立ち上げる人。
主に組員の管理、ファイルの受け渡し、マンガサイトの編集との交渉をする。
図源のない組の監督は図源もする

#### 翻訳
監督から送ってきた図源を翻訳し、訳文ファイルを監督に送る。
直接図をみてワードで翻訳する組もあるが、近年はLabelPlusというマンガ翻訳専用のソフトを使う組はだんだん増えてきた。

#### 校正
監督から送ってきた図源と翻訳文の誤字脱字や訳文の不自然さを修正・改良し、校正訳文を監督に送る。
漢化界の翻訳のレベルが低いため、校正は監督に信頼してもらえるレベルの高い翻訳に任せている。
翻訳の訳文があまりにもだめで、校正は校正するのに翻訳の2倍以上の時間がかかることも多い。最高の翻訳を求めて、組全体の翻訳が校正をする組も存在する。

#### 写植
photoshopを使って監督から送ってきた校正訳文を図源に写植する。
漢語では「嵌字」と呼ばれ、セリフを嵌め込むのことです。図源のセリフを消し、訳文を添付するだけですが。背景にある文字の処理が難しく、仕事が単調なので、写植をする人が少ない。主に中学生から大学生がする人が多い。また、写植する人に年齢的に低く、photoshopを購入する資金がないので、海賊版を使用する人がほとんどです。

#### 図源
あらゆる手段でハイビジョンのマンガの絵を集める。
図源のない組は監督が代行することが多い。伝統的な手段は日本でマンガを買い、雑誌を一枚一枚スキャンしてデジタル化にする。近年は、日本の電子版マンガが発展し始めたので、ウェブサイトをハッキングするという手段をとる組が増えてきている。また、アメリカのハッカーから購入或は無料ダウンロードする組もある。アメリカにマンガ専用のハッキングソフトが2000ドルで売られている、全組員が集金してかうのが一般的ですが、あまりにも高いので、買う組は少ない。

#### 修図
写植するときに出てくる絵の空白を充填する。
修図はあまりいりませんが、極少数の漢化組に存在する。2017年10月下旬に漫元shop漢化組が修図することで一気に有名になりました。「かつて神だった獣たちへ」の作者が病気で塗り絵を発表し、漫元shop漢化組がそれを完成することが明るみされた。

### 流れ
以下の流れはあくまで参考です
- 監督はいくつかのマンガ図源を手に入れ、翻訳たちがもてる可能性の高いマンガを選び、翻訳することを決める。
- 監督は図源を翻訳に送り、翻訳は翻訳して訳文のワードを監督に送る。
- 監督は図源と訳文を校正に送り、校正は訳文を校正して校正したワードを監督に送る。
- 監督は図源と校正訳文を写植に送り、写植はセリフを原絵に写植して監督に送る。
- 監督は写植されたマンガをチェックし、マンガサイトの編集に送る。

## アニメ漢化組（字幕組）
データ収集中

## 問題
ファン翻訳の一部である以上、著作権侵害と切っても切れないコンテンツとなっている。元々、海賊盤ゲームの流通により供給元の撤退、正式版の中国語訳されたゲームがプレイ不能になったことから生まれたコンテンツであり、実際最初期の漢化組の活動も、中国語訳したゲームを海賊盤として発表するという流れで行っていた。2018年1月31日には、週刊ファミ通の記事を無断で中国語に翻訳、公開した漢化組の構成員10名が検挙されている。
現在は、組織が会社を立ち上げ、依頼を受ける形での翻訳をしている例も増えており、非商業的な団体もフリーゲームなどの翻訳を制作者の承諾を得たうえで翻訳するなど、合法的な活動も多い。